# Eufernaldia
Eufernaldia là một chi bướm đêm thuộc họ Crambidae.